# Bataille de Broekhuizen
Front de l'Ouest de la Seconde Guerre mondiale
Batailles
France
- Paddle
- Fusilade
- Astonia
- Dunkerque
- Wellhit
- Undergo
- Nancy
- Arracourt
- Metz (Fort Driant)

Belgique
- Moerbrugge
- Geel
- Escaut

Pays-Bas
- Market Garden
- Overloon
- Broekhuizen

Allemagne
- Forêt de Hürtgen
- Aix-la-Chapelle
- Colline du Crucifix
- Clipper
- Queen

La bataille de Broekhuizen est une bataille s'étant déroulée sur trois jours lors de la libération des Pays-Bas pendant la Seconde Guerre mondiale.
Dans les combats, qui eurent vers la fin de novembre 1944, le château de Broekhuizen et le village voisin furent libérés par la 15e division écossaise, détruisant le château lors des affrontements. Du côté britannique, sur les 300 soldats présents, 43 furent tués et 140 autres blessés. Du côté allemand, 139 hommes furent faits prisonniers de guerre, pour 17 à 60 tués au combat.